# 裂叶水榆花楸
裂叶水榆花楸（学名：Sorbus alnifolia var. lobulata）为蔷薇科花楸属下的一个变种。

## 扩展阅读
- 維基物種上的相關：裂叶水榆花楸